# Peru (Indiana)
Peru è una città degli Stati Uniti d'America, capoluogo della Contea di Miami, nello Stato dell'Indiana.
La popolazione era di 12 719 abitanti nel censimento del 2006.
Nel 1891 vi nacque il celebre compositore Cole Porter.